# Прелазни метал
Прелазни метали се налазе између 2. и 13. групе периодног система елемената (по ранијој номенклатури IIa и IIIa група). Ови метали попуњавају 3d, 4d и 5d орбитале док се на последњем енергетском нивоу, скоро по правилу налазе по два s електрона супротног спина. Промена броја електрона јавља се код елемената исте периоде, а не групе као код осталих елемената. То је разлог због кога су сличности између елемената исте периоде често веће него између елемената исте групе, а разлике између група много мање него код главних група. За разлику од атома главних група ови метали поседују јоне знатно мањег атомског радијуса и кристалне решетке великих енергија; зато су велике густине и тврдоће, и високих температура топљења и кључања. Ови елементи су одлични проводници топлоте и електрицитета и имају врло добра механичка својства. Већина једињења прелазних метала је обојена како оних у чврстом стању тако и оних у растворима. Код прелазних метала се јавља тежња за грађењем легура и међусобно и са другим металима.
Карактеристична хемијска својства прелазних метала се огледају у:
1. вредностима коефицијената Полингове електронегативности који се крећу између 1,1 и 2,6[3][4]
2. грађењу једињења са различитим оксидационим бројевима
3. тежњи да граде комплексна једињења.

Коефицијенти електронегативности показују да ови метали чине прелаз између најелектронегативнијих метала (главних група) и неметала. Прелазни метали имају велики индустријски значај јер на њима и њиховим легурама почива металургија. Значајни су и као биогени елементи, а од њих се највише истиче гвожђе.

## Дефиниције
- IUPAC дефиниција[5] дефинише прелазни метал као „елемент чији атом има делимично испуњену d подљуску, или који може формирати катјоне са непотпуном d подљуском”.
- Многи научници описују „прелазни метал“ као било који елемент у -блоку периодног система, који укључује групе од 3 до 12 на периодичној табели.[6][7] У стварној пракси, серија лантаноида и актиноида f-блока такође се сматрају прелазним металима и називају се „унутрашњи прелазни метали”.
- Котон и Вилкинсон[8] проширују сажету IUPAC дефиницију (погледајте изнад) специфицирајући који су елементи укључени. Поред елемената група 4 до 11, они додају скандијум и итријум групе 3, који имају делимично испуњено d подљуску у металном стању. Лантан и актинијум у групи 3, међутим, класификовани су као лантаноиди и актиноиди.

Енглески хемичар Чарлс Бери (1890-1968) први је користио реч транзиција у овом контексту 1921. године, када се поменуо серију прелазних елемената током промене унутрашњег слоја електрона (на пример n = 3 у 4. реду периодне табеле) из стабилне групе од 8 до једног од 18, или од 18 до 32. Ови елементи су сада познати као d-блок.

## Класификација
У d-блоку, атоми елемената имају између једног и десет d електрона.
| Група     | 3   | 4   | 5   | 6   | 7   | 8   | 9   | 10  | 11  | 12   |
| --------- | --- | --- | --- | --- | --- | --- | --- | --- | --- | ---- |
| Периода 4 | 21  | 22  | 23  | 24  | 25  | 26  | 27  | 28  | 29  | 30Zn |
| 5         | 39Y | 40  | 41  | 42  | 43  | 44  | 45  | 46  | 47  | 48   |
| 6         | 57  | 72  | 73  | 74W | 75  | 76  | 77  | 78  | 79  | 80   |
| 7         | 89  | 104 | 105 | 106 | 107 | 108 | 109 | 110 | 111 | 112  |

Елементи група 4–11 су генерално препознати као прелазни метали, због њихове типичне хемије, тј. великог распона сложених јона у различитим оксидационим стањима, обојеним комплексима и каталитичким својствима било као елементи или као јони (или обоје). Sc и Y у групи 3 су такође генерално препознати као прелазни метали. Међутим, елементи La–Lu и Ac–Lr и група 12 привлаче различите дефиниције од различитих аутора.
1. Многи уџбеници хемије и штампане периодичне табеле класификују La и Ac као елементе групе 3 и прелазне метале, пошто су њихове атомске конфигурације основног стања  попут Sc и Y. Елементи Ce–Lu се сматрају се серијом „лантаноида” и Th–Lr као серија „актиноида”.[12][13] Ове две серије заједно су класификоване као елементи -блока, или (у старијим изворима) као „унутрашњи прелазни елементи”.
2. Неки уџбеници неорганске хемије укључују La са лантанoидима и Ac са актинoидима.[8][14][15] Ова класификација се заснива на сличностима у хемијском понашању и дефинише 15 елемената у свакој од две серије, иако оне одговарају попуњавању f подљуске, која може да садржи само 14 електрона.
3. Трећа класификација дефинише елементе f-блока као La–Yb и Ac–No, док се Lu и Lr сврставају у групу 3.[9] То се заснива на Ауфбау принципу (или Маделунговом правилу) за попуњавање електронских подљуски, по које се 4f испуњава пре 5d (и 5f пре 6d), тако да је f подљуска заправо пуна у Yb (и No), док Lu (и Lr) имају [ ] конфигурацију. Међутим, La и Ac су изузеци од Ауфбау принципа са конфигурацијом електрона [ ] (а не [ ] како предвиђа Ауфбауов принцип), тако да из конфигурација атомских електрона није јасно да ли La или Lu (Ac или Lr) треба сматрати прелазним металима.[16] Ово се може решити узимајући у обзир да оно што су побуђена стања за слободни атом и јон, може постати основно стање у хемијским окружењима; La и Ac имају слободне ниско лежеће f подљуске које су попуњене у Lu и Lr, тако да је побуда до f орбитале могућа у La и Ac, али не за Lu или Lr.

Цинк, кадмијум, и жива се генерално искључују из прелазних метала, јер они имају електронску конфигурацију [ ], без комплетне d љуске. У оксидационом стању +2, јони имају електронску конфигурацију [ ]…10. Иако ови елементи могу постојати и у другим оксидационим стањима, укључујући оксидационо стање +1, као у дијатомском јону Hg2+
2, они још увек имају потпуну d шкољку у овим оксидационим стањима. Елементи групе 12 Zn, Cd и Hg могу се, према одређеним критеријумима, у овом случају класификовати као посттранзициони метали. Међутим, често је прикладно укључити те елементе у дискусију о прелазним елементима. На пример, када се расправља о енергији стабилизације кристалног поља прелазних елемената првог реда, прикладно је да се укључују и елементи калцијум и цинк, јер оба Ca2+
 и Zn2+
 имају вредност нулу, са којом се може упоредити вредност за остале јоне прелазних метала. Један други пример се јавља у Ирвинг-Вилијамсовој серији константи стабилности комплекса.
Недавну (иако спорну и до сада независно нерепродуковану) синтези жива(IV) флуорида (HgF
4) део научне заједнице сматра додатном потврдом гледишта да елементе 12 групе треба сматрати прелазним металима, иако неки аутори и даље сматрају ово једињење изузетком. Очекује се да ће коперницијум моћи да користи своје d-електроне за хемијске реакције, јер је његова 6d подљуска дестабилизована јаким релативистичким ефектима због његовог врло високог атомског броја, а као такав се очекује да има понашање попут прелазног метала када показује виша оксидациона стања него +2 (која дефинитивно нису позната код лакших елемената групе 12).

## Грађење једињења
Анализом енергија јонизације и поређењем са алкалним и земноалкалним металима у истој периоди примећујемо да су вредности првих енергија јонизације веће код прелазних метала и да расту са порастом атомског броја. Прелазни метали ретко граде јонска једињења, већ се једине градећи ковалентне молекуле, или везе са знатним ковалентним карактером. За ове метале карактеристично је грађење једињења са различитим оксидационим бројевима. У истој групи могу се наћи стабилна једињења и са парним и са непарним бројем. Једињења прелазних метала 5. и 6. периоде су стабилна, са високим оксидационим бројевима, а кисели карактер им је у порасту. У једињењима прелазних метала са нижим оксидационим бројевима веза је претежно јонског карактера, док при вишим оксидационим бројевима преовлађује ковалентна веза.
Јони прелазних метала 1, 2. и 3. групе граде комплексе са јонима или диполним неутралним молекулским групама попуњених љуски, који се у комплексима називају лиганди и симетрично се каче на централизовани јон прелазног метала. Код првих неколико прелазних метала прве периоде енергетски је стабилнија 4s орбитала од 3d, те се она попуњава прва. Додавањем више електрона, постаје значајно међусобно електронско одбијање и 3d орбитала се контрахује и постаје повољнија за попуњавање од 4s орбитале. Доминантне интеракције код комплекса су електростатичке природе, а карактеристични облици прелазних метал-комплекса су тетраедарски и октаедарски. Међу самим лигандима се такође јављају одбојне електростатичке силе, с тим што је њихов утицај слабији него одбијања која потичу од унутрашњих електрона. Величина комплексног једињења примарно зависи од контракције 3d орбитале.

## Електронска конфигурација
Општа електронска конфигурација атома d-блока је [племенити гас](n − 1)d0–10ns0–2np0–1 Овде је „[племенити гас]“ електронска конфигурација последњег племенитог гаса који претходи датом атому, а n је највећи главни квантни број заузете орбитале у том атому. На пример, Ti (Z = 22) је у периоди 4, тако да је n = 4, првих 18 електрона има исту конфигурацију као Ar на крају периоде 3, а укупна конфигурација је [Ar]3d24s2. Прелазни метали периода 6 и 7 такође додају електроне језгра (n − 2)f14, који су изостављени у табелама испод. p орбитале скоро никада нису испуњене у слободним атомима (једини изузетак је лоренцијум због релативистичких ефеката који постају важни при тако високом Z), али могу допринети хемијском везивању у једињењима прелазних метала.
Маделунгово правило предвиђа да је унутрашња d орбитала попуњена након s орбитале валентне љуске. Типична електронска структура атома прелазног метала је тада записана као [племенити гас]ns2(n − 1)dm. Ово правило је приближно, али важи за већину прелазних метала. Чак и када не успе за неутрално основно стање, он тачно описује ниско лежеће побуђено стање.
Подљуска d је претпоследња подљуска и означена је као (n − 1)d подљуска. Број s електрона у крајњој s подљусци је генерално један или два осим паладијума (Pd), без електрона у тој s подљусци у свом основном стању. s подљуска у валентној љусци је представљена као ns подљуска, нпр. 4s. У периодном систему, прелазни метали су присутни у десет група (3 до 12).
Елементи у групи 3 имају конфигурацију ns2(n − 1)d1, осим лоренцијума (Lr): његова 7s27p1 конфигурација је особена по неиспуњавању 6d орбитале. Прва прелазна серија је присутна у 4. периоду и почиње после Ca (Z = 20) групе 2 са конфигурацијом [Ar]4s2, односно скандијума (Sc), првог елемента групе 3 са атомским бројем Z = 21 и конфигурација [Ar]4s23d1, у зависности од коришћене дефиниције. Како се крећемо с лева на десно, електрони се додају у исту d подљуску док се не заврши. Пошто додани електрони испуњавају (n − 1)d орбитале, својства елемената d-блока се прилично разликују од оних s и p блока елемената у којима се попуњавање одвија билоо у s или у p орбиталама валентне љуске. Електронска конфигурација појединачних елемената присутних у свим серијама d-блокова је дата у наставку:
| Група                     | 3      | 4      | 5      | 6      | 7      | 8      | 9      | 10     | 11      | 12      |
| Атомски број              | 21     | 22     | 23     | 24     | 25     | 26     | 27     | 28     | 29      | 30      |
| Елемент                   | Sc     | Ti     | V      | Cr     | Mn     | Fe     | Co     | Ni     | Cu      | Zn      |
| Електронска конфигурација | 3d14s2 | 3d24s2 | 3d34s2 | 3d54s1 | 3d54s2 | 3d64s2 | 3d74s2 | 3d84s2 | 3d104s1 | 3d104s2 |

| Атомски број              | 39     | 40     | 41     | 42     | 43     | 44     | 45     | 46      | 47      | 48      |
| Елемент                   | Y      | Zr     | Nb     | Mo     | Tc     | Ru     | Rh     | Pd      | Ag      | Cd      |
| Електронска конфигурација | 4d15s2 | 4d25s2 | 4d45s1 | 4d55s1 | 4d55s2 | 4d75s1 | 4d85s1 | 4d105s0 | 4d105s1 | 4d105s2 |

| Атомски број              | 71     | 72     | 73     | 74     | 75     | 76     | 77     | 78     | 79      | 80      |
| Елемент                   | Lu     | Hf     | Ta     | W      | Re     | Os     | Ir     | Pt     | Au      | Hg      |
| Електронска конфигурација | 5d16s2 | 5d26s2 | 5d36s2 | 5d46s2 | 5d56s2 | 5d66s2 | 5d76s2 | 5d96s1 | 5d106s1 | 5d106s2 |

| Атомски број              | 103    | 104    | 105    | 106    | 107    | 108    | 109    | 110    | 111    | 112     |
| Елемент                   | Lr     | Rf     | Db     | Sg     | Bh     | Hs     | Mt     | Ds     | Rg     | Cn      |
| Електронска конфигурација | 7s27p1 | 6d27s2 | 6d37s2 | 6d47s2 | 6d57s2 | 6d67s2 | 6d77s2 | 6d87s2 | 6d97s2 | 6d107s2 |

Пажљив поглед на електронску конфигурацију елемената открива да постоје одређени изузеци од Маделунговог правила. За Cr као пример правило предвиђа конфигурацију 3d44s2, али уочени атомски спектри показују да је стварно основно стање 3d54s1. Да би се објаснили такви изузеци, неопходно је размотрити ефекте повећања нуклеарног набоја на орбиталне енергије, као и електрон-електрон интеракције укључујући Кулоново одбијање и енергију размене. Изузеци у сваком случају нису много релевантни за хемију, јер је енергетска разлика између њих и очекиване конфигурације увек прилично мала.
(n − 1)d орбитале које су заступљене у прелазним металима су веома значајне јер утичу на својства као што су магнетни карактер, променљива оксидациона стања, формирање обојених једињења итд. Валентне s и p орбитале (ns и np) имају веома мали допринос у овом погледу јер се готово не мењају у кретању с лева на десно у прелазном низу. Код прелазних метала постоје веће хоризонталне сличности у својствима елемената у периоди у поређењу са периодима у којима d орбитале нису укључене. То је зато што се у прелазном низу електронска конфигурација елемената валентне љуске не мења. Међутим, постоје и неке групне сличности.

## Карактеристична својства
Постоји низ својстава која су заједничка за прелазне елементе, а која се не срећу код других елемената, што је резултат делимично попуњене d шкољке. Тиме је обухваћено
- формирање једињења чија је боја последица d–d електронских прелаза
- формирање једињења у многим оксидационим стањима, због релативно малог енергетског јаза између различитих могућих оксидационих стања[23]
- формирање многих парамагнетних једињења услед присуства неспарених d електрона. Неколико једињења елемената главне групе су такође парамагнетна (нпр. азот оксид, кисеоник)

Већина прелазних метала може бити везана за различите лиганде, омогућавајући широк спектар комплекса прелазних метала.

### Обојена једињења
Боја у металним једињењима прелазне серије је генерално последица електронских прелаза два главна типа.
- прелази преноса наелектрисања. Електрон може скочити са претежно лигандне орбитале на претежно металну орбиталу, што доводи до транзиције преноса наелектрисања лиганда на метал (LMCT). Ово се најлакше може десити када је метал у високом оксидационом стању. На пример, боја хроматних, дихроматних и перманганатних јона је последица LMCT прелаза. Други пример је да је живин јодид, HgI2, који је црвен због LMCT транзиције.[25]

Метал-лигандни прелазак наелектрисања (MLCT) ће бити највероватније када је метал у ниском оксидационом стању и лиганд се лако редукује.
Генерално, транзиције преноса наелектрисања резултирају интензивнијим бојама од d–d прелаза.
- d–d прелази. Електрон скаче са једне d орбитале на другу. У комплексима прелазних метала све d орбитале немају исту енергију. Образац цепања d орбитала може се израчунати коришћењем теорије кристалног поља. Степен цепања зависи од датог метала, његовог оксидационог стања и природе лиганада. Стварни нивои енергије су приказани на Танабе-Сугано дијаграмима.

У центросиметричним комплексима, као што су октаедарски комплекси, d–d прелази су забрањени Лапортовим правилом и јављају се само због вибрационог спрезања у којем се молекуларна вибрација јавља заједно са d–d прелазом. Тетраедарски комплекси имају нешто интензивнију боју јер је мешање d и p орбитала могуће када не постоји центар симетрије, тако да прелази нису чисто d–d прелази. Моларна апсорпција (ε) трака узрокованих d–d прелазима је релативно ниска, отприлике у опсегу 5-500 M−1cm−1 (где је M = mol dm−3). Неки d–d прелази су спински забрањени. Пример се јавља у октаедарским високоспинским комплексима мангана(II), који имају d5 конфигурацију у којој свих пет електрона имају паралелне спинове; боја таквих комплекса је много слабија него код комплекса са спински дозвољеним прелазима. Многа једињења мангана(II) су готово безбојна. Спектар [Mn(H
2O)
6]2+
 показује максималну моларну апсорпцију од око 0,04 M−1cm−1 у видљивом спектру.

### Оксидациона стања
Карактеристика прелазних метала је да показују два или више оксидационих стања, која се обично разликују за једaн. На пример, једињења ванадијума су позната у свим оксидационим стањима између −1, као што је [V(CO)
6]−
, и +5, као што је VO3−
4.
Елементи главне групе у групама од 13 до 18 такође показују вишеструка оксидациона стања. „Уобичајена” оксидациона стања ових елемената се обично разликују за два уместо за један. На пример, постоје једињења галијума у оксидационим стањима +1 и +3 у којима постоји само један атом галијума. Једињења Ga(II) би имала неспарени електрон и понашала би се као слободни радикал и генерално би bila брзо уништenа, али неки стабилни Ga(II) радикали су познати. Галијум такође има формално оксидационо стање од +2 у димерним једињењима, као што је [Ga
2Cl
6]2−
, којa садрже Ga-Ga везу формирану од неспареног електрона на сваком Ga атому. Дакле, главна разлика у оксидационим стањима, између прелазних елемената и других елемената је у томе што су позната оксидациона стања у којима постоји један атом елемента и један или више неспарених електрона.
Максимално оксидационо стање у прелазним металима првог реда је једнако броју валентних електрона од титанијума (+4) до мангана (+7), али се смањује у каснијим елементима. У другом реду, максимум се јавља код рутенијума (+8), а у трећем реду се максимум јавља код иридијума (+9). У једињењима као што су [MnO
4]−
 и OsO
4, ови елементи постижу стабилну конфигурацију ковалентним везивањем.
Најнижа оксидациона стања су приказана у металним карбонилним комплексима као што је Cr(CO)
6 (нулто стање оксидације) и [Fe(CO)
4]2−
 (оксидационо стање −2) у коме се поштује правило 18 електрона. Ови комплекси су такође ковалентни. Јонска једињења се углавном формирају са оксидационим стањима +2 и +3. У воденом раствору, јони су хидратисани са (обично) шест молекула воде распоређених октаедарно.

### Магнетизам
Једињења прелазних метала су парамагнетна када имају један или више неспарених d електрона. У октаедарским комплексима са између четири и седам d електрона могућа су и стања са високим и ниским спином. Тетраедарски комплекси прелазних метала као што је [FeCl
4]2−
 имају велики спин јер је цепање кристалног поља мало тако да је енергија коју треба добити захваљујући томе што су електрони на орбиталама ниже енергије увек мања од енергије потребне за упаривање спинова. Нека једињења су дијамагнетна. Ово укључује октаедарске комплексе, комплексе ниског спина, d6 и квадратно-планарне d8 комплексе. У овим случајевима, цепање кристалног поља је такво да су сви електрони упарени.
Феромагнетизам се јавља када су појединачни атоми парамагнетични и вектори спина су поређани паралелно један са другим у кристалном материјалу. Метално гвожђе и алнико легура су примери феромагнетних материјала који укључују прелазне метале. Антиферомагнетизам је још један пример магнетне особине која проистиче из одређеног поравнања појединачних спинова у чврстом стању.

### Каталитичка својства
Прелазни метали и њихова једињења су познати по својој хомогеној и хетерогеној каталитичкој активности. Ова активност се приписује њиховој способности да имају више оксидационих стања и да формирају комплексе. Ванадијум(V) оксид (у контактном процесу), фино уситњено гвожђе (у Хаберовом процесу) и никл (у каталитичкој хидрогенацији) су неки од примера. Катализатори на чврстој површини (катализатори на бази наноматеријала) укључују формирање веза између молекула реактаната и атома површине катализатора (прелазни метали првог реда користе 3d и 4s електроне за везивање). Ово има за последицу повећање концентрације реактаната на површини катализатора и такође слабљење веза у реагујућим молекулима (енергија активације је смањена). Такође због тога што јони прелазних метала могу променити своја оксидациона стања, они постају ефикаснији као катализатори.
Специфична врста катализе се јавља када производи реакције катализују реакцију производећи више катализатора (аутокатализа). Један пример је реакција оксалне киселине са закисељеним калијум перманганатом (или манганатом (VII)). Једном када се произведе мало Mn2+, он може да реагује са MnO4− формирајући Mn3+. Он затим реагује са C2O4− јонима Ци поново формира Mn2+.

### Физичка својства
Као што назив имплицира, сви прелазни елементи су метали и самим тим проводници електричне енергије.
Генерално, прелазни метали поседују високу густину и високе тачке топљења и кључања. Ова својства су последица металног везивања делокализованих d електрона, што доводи до кохезије која се повећава са бројем заједничких електрона. Међутим, метали групе 12 имају много ниже тачке топљења и кључања јер њихове пуне d подљуске спречавају d-d везу, што их опет разликује од прихваћених прелазних метала. Жива има тачку топљења од −38,83 °C (−37,89 °F) и течна је на собној температури.